# Haedus
Haedus eller Eta Aurigae (η Aurigae, förkortat Eta Aur, η Aur) som är stjärnans Bayerbeteckning, är en ensam stjärna belägen i den västra delen av stjärnbilden Kusken. Den har en skenbar magnitud på 3,18 och är synlig för blotta ögat där ljusföroreningar ej förekommer. Baserat på parallaxmätning inom Hipparcosuppdraget på ca 13,4 mas, beräknas den befinna sig på ett avstånd på ca 243 ljusår (ca 75 parsek) från solen. Sedan 1943 har Eta Aurigaes spektrum varit en av de stabila referenser som andra stjärnor klassificeras efter.

## Nomenklatur
Tillsammans med Zeta Aurigae representerar den en av ungarna till geten Capella, från vilken den härledde sitt latinska traditionella namn Haedus II eller Hoedus II, från latinska haedus "unge" (Zeta Aurigae var Haedus I). Den hade också det mindre vanliga traditionella namnet Mahasim, som kommer från det arabiska المعصم al-mi cşam "led" (av vagnen), som den delade med Theta Aurigae.
Internationella Astronomiska Unionen organiserade år 2016 en arbetsgrupp på stjärnnamn (WGSN) med uppgift att katalogisera och standardisera riktiga namn för stjärnor. WGSN fastställde namnen Haedus för Eta Aurigae och Saclateni för komponenten Zeta Aurigae A den 30 juni 2017 som nu båda ingår i IAU:s Catalog of Star Names.

## Egenskaper
Haedus är en blå till vit stjärna i huvudserien av spektralklass B3 V. Den har en massa som är drygt fem gånger större än solens massa, en radie som är ca 3,3 gånger större än solens och utsänder från dess fotosfär ca 955 gånger mera energi än solen vid en effektiv temperatur på ca 17 200 K.
Baserat på dess projicerade rotationshastighet på 95 km/s roterar Haedus med en rotationsperiod på endast 1,8 dygn och har en uppskattad ålder på ca 39 miljoner år.